# Sergentomyia arida
Sergentomyia arida är en tvåvingeart som beskrevs av Davidson 1982. Sergentomyia arida ingår i släktet Sergentomyia och familjen fjärilsmyggor.
Artens utbredningsområde är Namibia. Inga underarter finns listade i Catalogue of Life.